# Rudie Liebrechts
Rutgerus Gerardus „Rudie“ Liebrechts (* 6. September 1941 in Vlaardingen) ist ein ehemaliger niederländischer Eisschnellläufer.

## Werdegang
Liebrechts wurde zweimal niederländischer Meister im Großen Vierkampf (1963, 1964) und nahm von 1960 bis 1972 an internationalen Wettbewerben teil. Dabei errang er in der Saison 1960/61 bei der Mehrkampfeuropameisterschaft 1961 in Helsinki den 11. Platz im Großen Vierkampf und holte bei der Mehrkampfweltmeisterschaft 1961 in Göteborg die Bronzemedaille im Großen Vierkampf. In den folgenden Jahren kam er bei der Mehrkampfeuropameisterschaft 1962 in Oslo auf den 33. Platz, bei der Mehrkampfweltmeisterschaft 1962 in Moskau auf den 23. Rang, bei der Mehrkampfeuropameisterschaft 1963 in Göteborg auf den achten Platz und bei der Mehrkampfweltmeisterschaft 1963 in Karuizawa auf den neunten Platz im Großen Vierkampf. Nach Platz fünf im Großen Vierkampf bei der Mehrkampfeuropameisterschaft 1964 in Oslo zu Beginn der Saison 1963/64, wurde er bei den Olympischen Winterspielen 1964 in Innsbruck Zehnter über 1500 m, Achter über 5000 m sowie Vierter über 10.000 m. Bei der nachfolgenden Mehrkampfweltmeisterschaft 1964 in Helsinki gewann Liebrechts erneut die Bronzemedaille im Großen Vierkampf. In der Saison 1964/65 lief er bei der Mehrkampfeuropameisterschaft 1965 in Göteborg auf den vierten Platz und bei der Mehrkampfweltmeisterschaft 1965 in Oslo auf den sechsten Rang im Großen Vierkampf. Zudem stellte Liebrechts dort im Februar 1965 bei einem internationalen Rennen mit einer Zeit von 4:26,8 Minuten einen neuen Weltrekord über 3000 m auf, welchen er bis zum 29. Januar 1966 hielt. In der Saison 1965/66 belegte er bei der Mehrkampfeuropameisterschaft 1966 in Deventer sowie bei der Mehrkampfweltmeisterschaft 1966 in Göteborg jeweils den achten Platz im Großen Vierkampf und in der Saison 1966/67 bei der Mehrkampfeuropameisterschaft 1967 in Lahti den 12. Platz im Kleinen Vierkampf sowie bei der Mehrkampfweltmeisterschaft 1967 in Oslo den 18. Rang im Großen Vierkampf.

## Erfolge

### Olympische Spiele
- 1964 Innsbruck: 4. Platz 10.000 m, 8. Platz 5000 m, 10. Platz 1500 m

### Mehrkampf-Weltmeisterschaften
- 1961 Göteborg: 3. Platz Großer Vierkampf
- 1962 Moskau: 23. Platz Großer Vierkampf
- 1963 Karuizawa: 9. Platz Großer Vierkampf
- 1964 Helsinki: 3. Platz Großer Vierkampf
- 1965 Oslo: 6. Platz Großer Vierkampf
- 1966 Göteborg: 8. Platz Großer Vierkampf
- 1967 Oslo: 18. Platz Großer Vierkampf

### Mehrkampf-Europameisterschaften
- 1961 Helsinki: 11. Platz Großer Vierkampf
- 1962 Oslo: 33. Platz Großer Vierkampf
- 1963 Göteborg: 8. Platz Großer Vierkampf
- 1964 Oslo: 5. Platz Großer Vierkampf
- 1965 Göteborg: 4. Platz Großer Vierkampf
- 1966 Deventer: 8. Platz Großer Vierkampf
- 1967 Lahti: 12. Platz Kleiner Vierkampf

## Persönliche Bestzeiten
| Disziplin | Zeit        | Datum            | Ort    |
| --------- | ----------- | ---------------- | ------ |
| 500 m     | 41,7 s      | 26. Januar 1966  | Davos  |
| 1000 m    | 1:27,6 min  | 28. Februar 1967 | Inzell |
| 1500 m    | 2:06,6 min  | 29. Januar 1966  | Inzell |
| 3000 m    | 4:26,8 min  | 25. Februar 1965 | Oslo   |
| 5000 m    | 7:35,9 min  | 29. Januar 1966  | Inzell |
| 10.000 m  | 15:53,7 min | 6. Februar 1966  | Oslo   |